# Puccinia lapsanae
Puccinia lapsanae ist eine Ständerpilzart aus der Ordnung der Rostpilze (Pucciniales). Der Pilz ist ein Endoparasit von Gemeinem Rainkohl. Symptome des Befalls durch die Art sind Rostflecken und Pusteln auf den Blattoberflächen der Wirtspflanzen. Sie ist weltweit verbreitet.

## Merkmale

### Makroskopische Merkmale
Puccinia lapsanae ist mit bloßem Auge nur anhand der auf der Oberfläche des Wirtes hervortretenden Sporenlager zu erkennen. Sie wachsen in Nestern, die als gelbliche bis braune Flecken und Pusteln auf den Blattoberflächen erscheinen.

### Mikroskopische Merkmale
Das Myzel von Puccinia lapsanae wächst wie bei allen Puccinia-Arten interzellulär und bildet Saugfäden, die in das Speichergewebe des Wirtes wachsen. Ihre Spermogonien wachsen oberseitig auf den Wirtsblättern und sind honigfarben. Die beidseitig wachsenden Aecien der Art besitzen ein weißes Peridium. Ihre orangen Aeciosporen sind 16–21 × 13–17 µm groß, subgloboid bis eiförmig und fast glatt. Die beidseitig wachsenden Uredien des Pilzes sind kastanienbraun und pulverig. Ihre hellbraunen Uredosporen sind kugelig bis eiförmig, 17–22 × 15–18 µm groß und fein stachelwarzig. Die beidseitig wachsenden Telien der Art sind schwarzbraun, pulverig und versprengt. Die kastanienbraunen Teliosporen sind zweizellig, in der Regel eiförmig bis ellipsoid, fein stachelwarzig und 22–33 × 17–26 µm groß. Ihre Stiele sind farblos und kurz.

## Verbreitung
Das bekannte Verbreitungsgebiet von Puccinia lapsanae umfasst die ganze Welt.

## Ökologie
Die Wirtspflanze von Puccinia lapsanae ist der Gemeine Rainkohl (Lapsana communis). Der Pilz ernährt sich von den im Speichergewebe der Pflanzen vorhandenen Nährstoffen, seine Sporenlager brechen später durch die Blattoberfläche und setzen Sporen frei. Die Art verfügt über einen Entwicklungszyklus mit Aecien, Spermogonien, Uredien und Telien und macht keinen Wirtswechsel durch.